# 阿尔茹巴罗塔
阿尔茹巴罗塔（葡萄牙語：Aljubarrota）是葡萄牙市镇阿爾科巴薩的一个堂区。